# Heumarkt (Keulen)
De Heumarkt (Duits voor "Hooimarkt") is het op één na grootste plein van de Duitse stad Keulen. 

## Geschiedenis
Tot in de middeleeuwen vormde de Heumarkt en de noordelijker gelegen Alter Markt één groot plein, daarna werd de Heumarkt een apart plein. In 1822 werd een houten brug in gebruik genomen om van de Heumarkt aan de overkant van de Rijn naar de toen nog zelfstandige stad Deutz te gaan. In 1913 werd begonnen met een kettinghangbrug, de Hindenburgbrug, en deze werd in gebruik genomen op 15 juli 1915. Na de opening van de brug werd de Heumarkt een verkeersknooppunt van het Keulse tramnetwerk. De Heumarkt was de plaats waar vele lijnen eindigden of begonnen. Nadat de Hindenburgbrug gebombardeerd werd en uiteindelijk instortte op 28 februari 1945 werd later de Deutzbrug gebouwd. Het tramnetwerk werd gereorganiseerd, waardoor de Heumarkt alleen nog maar een halte was op de oost-westlijn die vanaf de brug kwam. De Neumarkt dient nu als overstappunt op de voorstadslijnen. 
In juni 2001 werd het heringerichte plein geopend met een verharde binnenruimte van ongeveer 8.500 m², inclusief de ondergrondse parkeergarage met 460 plaatsen. Het met bomen omzoomde binnengebied van het plein beslaat 51% van de totale oppervlakte van de Heumarkt. Tot 1885 werd op de Heumarkt een kerstmarkt georganiseerd, die vanaf 2005 nieuw leven werd ingeblazen.

## Openbaar vervoer
Ondergronds is er het metrostation Heumarkt, dat bediend wordt door lijn 5. De bovengrondse tramlijn wordt bediend door de lijnen 1, 7 en 9.